# Еро гол
Еро гол (Иро гол) (на монголски: Ерөө гол) е река в Северна Монголия, десен приток на река Орхон, десен приток на Селенга, вливаща се в езерото Байкал. С дължина 323 km и площ на водосборния басейн около 12 000 km² река Еро гол събира водите си на 2095 m н.в. под името Юсут гол от най-високите части на планината Хентий, по нейния северен склон. В горното си течение тече в тясна и залесена долина, а в долното – в широка долина, където се разделя на ръкави. Влива се отдясно в река Орхон, десен приток на Селенга на 627 m н.в., на 4 km западно от градчето Дуланхан. Основни притоци: леви – Чулутийн гол, Нагемийн гол, Бухлин гол; десни – Шарлан гол, Бугантайн гол. Има предимно дъждовно подхранване, ниско пролетно пълноводие, обусловено от топенето на снеговете и чести летни прииждания в резултат от поройни дъждове във водосборния ѝ басейн, по време на които пренася големи количества наноси. Замръзва през ноември, а се размразява през април. Протича през слабо населени райони, където са разположени няколко малки селища – Ерогийн, Ходотин Дуган, Ерохоро, Еро, Тавин, Дуланхан. Водите ѝ се използват за транспортиране на суров дървен материал.